# Wim van Helden (schrijver)
Wim van Helden (Rotterdam, 19 januari 1906 — 5 augustus 1997) was een schrijver van detectives voor de jeugd. Hij werd vooral bekend met zijn boeken over de Rotterdamse politiecommissaris Achterberg en inspecteur Arglistig.
Van Helden was adjudant bij de gemeentepolitie Rotterdam. Hij ergerde zich aan het karikaturale beeld dat in jeugdboeken en detectiveromans van het politiewerk werd gegeven. Hij dacht dat hijzelf een beter beeld kon geven en in 1954 publiceerde hij zijn eerste jeugddetective: ‘De verdwenen radiowagen’. Het boek werd een succes en Van Helden zou in de jaren daarna nog tientallen jeugddetectives schrijven.

## Leven
Van Helden volgde na de lagere school de mulo. Rond zijn vijftiende ging hij van school af. Er volgde een reeks van allerlei baantjes, maar een ommekeer kwam toen Van Helden in 1929 solliciteerde bij de Rotterdamse gemeentepolitie. Uit de honderd sollicitanten werden er vier uitgekozen, onder wie Van Helden. Hij werd in 1930 aangenomen en volgde de politieopleiding van een half jaar. Hoewel hij uitblonk in sport, stond hij niet bekend als een goede leerling in de andere politievakken. Maar hij slaagde wel en werd in uniform, compleet met sabel en pistool de straat opgestuurd. Nederland had in die tijd te maken met de gevolgen van een ernstige wereldwijde economische crisis en er waren veel werklozen. Een vaste aanstelling bij de politie was dus een geschenk uit de hemel. Naast zijn werk als politieman bleef hij ook de sport beoefenen. Hij was rechtsbuiten in het Nederlands politie-elftal en won diverse zwemwedstrijden. In 1954 werd hij benoemd tot adjudant.
In datzelfde jaar begon ook zijn schrijverscarrière. In 1953 vroeg zijn zuster zijn assistentie bij het schrijven van een boek omdat hij meer van Rotterdam wist dan zij. Het boek won een prijs. Hij ergerde zich aan de manier waarop in detectiveboeken over de politie werd geschreven: 'de politieman was of een grote sukkel, of een soort superman.' Zijn kinderen lazen ‘waanzinnige politieverhalen’, waarin ‘agenten bij gebrek aan kogels zelfs uit hun neusgaten konden schieten en messen in de zolen van hun schoenen hadden’, zo stelde Van Helden later over zijn motivering om te gaan schrijven.
Van Helden schreef een aantal boeken voor de oudere jeugd. Hij verwerkte hierin zijn ervaringen als politieman en de verschillende opsporingstechnieken die bij de recherche gebruikt werden. Van Helden creëerde twee fictieve politiemannen die in zijn romans de hoofdrol vervullen: commissaris Achterberg en inspecteur Arglistig.

## Werken
In de boeken met commissaris Achterberg is de echte hoofdrol weggelegd voor twee scholieren: Bram de Winter en Eddy van Nus. Met deze twee ulo-scholieren kunnen de jeugdige lezers zich identificeren. Bram en Eddy raken voortdurend betrokken bij de misdaad en lossen die misdaad dan samen met commissaris Achterberg op. Ondanks deze wat moralistische inslag zijn de boeken zeer leesbaar en weet Van Helden vaardig humor en spanning te combineren.
De boeken van Inspecteur Arglistig zijn anders van toon. Hier geen scholieren voor de identificatie, maar een jonge inspecteur die wordt geconfronteerd met allerlei zaken zoals kunstroof, verdovende middelen en wapensmokkel. Opvallend is dat Arglistig veel zwaardere zaken behandelt dan Achterberg hoewel Achterberg commissaris is en Arglistig inspecteur.
Er verschenen in totaal negen boeken over commissaris Achterberg, en twaalf over inspecteur Arglistig.
In 1958 waagde Van Helden zich ook aan een vrouwelijke hoofdpersoon. Onder het pseudoniem Nettie Lens schreef hij drie boeken over politievrouw Ria Bruins. Bruins wordt gevolgd vanaf haar opleiding op de politieschool tot haar eerste stappen als politieagente. In de boeken ligt de nadruk op de romantiek. Zo beleeft Ria in de boeken een romance met haar volleyballeraar Kees Vroon. Hoewel de boeken succesvol waren, zette Van Helden er al naar het derde boekje in 1962 een punt achter en concentreerde zich op zijn vertrouwde politiemannen Arglistig en Achterberg.